# Малайский ложный вампир
Малайский ложный вампир (лат. Megaderma spasma) — вид летучих мышей. Обитают в Южной Азии и Юго-Восточной Азии, от Шри-Ланки и Индии на Западе до Индонезии и Филиппин на востоке. Живут в пещерах и дуплах деревьев. Насекомоядные.

## Описание
Размах крыльев достигает 30 см, длина тела с головой около 10 см, длина предплечья обычно около 7 см. Носовая пластинка животного имеет длинную дорсальную долю с усиленным центральным гребнем и широкими выпуклостями по бокам. Уши очень большие, соединённые у основания, нет видимого хвоста.
Поперёк крыла проходят желтоватые прожилки, а когда крылья расправлены со светом сзади, они приобретают заметный желто-оранжевый оттенок. Цвет тела варьируется от серо-коричневого до сине-коричневого.

## Ареал и места обитания
Распространены в странах Южной и Юго-Восточной Азии: Индонезии, Индии, Индокитае и Малайском полуострове, Шри-Ланке, на Андаманских островах, Суматре, Борнео, Молуккских островах, Филиппинах, Сулавеси и других индонезийских островах. На Борнео встречаются в Сепилоке, районе залива Дарвел в Сабахе, Ниахе и Кучинге в Сараваке, верхнем Капуасе на западе и верхнем Тенге на юге страны.
Живут в расщелинах скал, в пещерах, листве и дуплах деревьев, в зависимости от наличия таковых, а также висят и спят на деревьях.

## Биология
Эхолокационные импульсы животного короткие, низкой плотности и широкополосные. Большие уши чувствительны к эху, возвращающемуся от их импульсов, а также к звукам, которые производит добыча. Хорошо развитые направленные вперед глаза помогают определять местонахождение добычи.
Обычно гнездятся группами из 3—30 особей в пещерах, ямах, зданиях и дуплах деревьев. Питаются кузнечиками и мелкими чешуекрылыми, иногда поедают мелких позвоночных, в том числе и других летучих мышей.

## Взаимодействие с человеком
Человеку малайский ложный вампир может приносить как пользу, так и вред. Эти животные едят некоторых насекомых, которые вредят сельскохозяйственным культурам, но они также являются переносчиками определённых болезней.